# Velika Kamenica
Velika Kamenica (srbsky Велика Каменица) je vesnice ve východní části Srbska, administrativně spadající pod opštinu Kladovo. Leží v blízkosti břehu veletoku Dunaje, severně od města Brza Palanka, v údolí potoka.
Vesnice se rozkládá jižně od lokality s názvem Dunavski ključ (meandr Dunaje na hranici Srbska a Rumunska jihovýchodně od Kladova).
Z národnostního hlediska je obyvatelstvo v drtivé většině srbské národnosti (přes 94 %). V roce 2022 zde žilo 661 obyvatel, nicméně vesnice se vylidňuje; roku 1953 čítala Velika Kamenica přes 1800 osob.
Ve vesnici se nachází chrám sv. Petky. Údolí potoka způsobuje časté záplavy, je nicméně regulováno.